# La Virgen de los sicarios (novela)
 La Virgen de los sicarios  es una novela del escritor colombiano Fernando Vallejo publicada el año 1994. La novela trata acerca del mundo de las drogas, mafias y violencia que caracterizaron la Medellín de los años 1990. 
Fue llevada al cine el año 2000 por el director Barbet Schroeder, bajo el mismo título. La película recibió el premio del Senado de Italia, fue galardonada en el Festival de Venecia de 2000 como la mejor película latinoamericana y fue honrada en el Festival Internacional del Nuevo Cine Latinoamericano de La Habana en ese mismo año.

## Trama
La historia trata de un intelectual, Fernando, que en sus cincuenta años regresa a su ciudad natal, Medellín, después de 30 años de ausencia. Hace vínculo sentimental con un adolescente, Alexis, pero, bien pronto descubre que su joven amante es un sicario de las comunas populares de Medellín. Fernando se encuentra entonces inmerso en una atmósfera de violencia y homicidio causado por las guerras urbanas del narcotráfico. Alexis es un experto en asesinar, lo que contrasta con su religiosidad y devoción por María Auxiliadora, lo que inspira el título de la obra. Cuando Alexis es asesinado por otro grupo de sicarios, Fernando conoce a Wilmar, otro adolescente que tiene una gran semejanza con el difunto y quien también es sicario. Ambos comienzan una relación sentimental hasta que Fernando descubre ciertos acontecimientos terribles.

## Contexto
La obra se desarrolla en la ciudad de Medellín en la década de los 90, un tiempo especialmente difícil en Colombia por haber sido el apogeo de la guerra entre y contra las mafias que tuvieron como principal figura al jefe del Cartel de Medellín, Pablo Escobar Gaviria. La segunda ciudad colombiana fue el principal escenario en el que las mafias quisieron doblegar las instituciones nacionales por medio de actos de terrorismo y la creación de un ejército de adolescentes provenientes de los sectores más deprimidos de la ciudad a los que se les conoce como sicarios.
Los personajes de Vallejo retratan los nuevos grupos sociales, emanados de la problemática de la droga y sus grupos de poder. Los sicarios son un grupo de asesinos que derivan de esta tensión, la mayoría muchachos que no saben hacer otra cosa que matar por el dinero ofrecido por la organización mafiosa para exterminar a aquellas autoridades que ponían en peligro su estatus y negocios sucios. Si las autoridades a doblegar no admitían el poder de la corrupción con dádivas, entonces entraba en escena el sicario que asesinaba a sus víctimas preferiblemente desde una motocicleta. La mafia, amiga de la religiosidad popular católica, que tenía respeto por devociones como María Auxiliadora, se ganó la simpatía de las clases menos favorecidas de la ciudad por medio de obras sociales como la construcción de viviendas para familias sin techo, campos deportivos, obras de infraestructura que contribuyeron a alejar más la presencia del Estado en los barrios pobres y a aumentar su poderío militar y administrativo.
Con la muerte de Pablo Escobar el 2 de diciembre de 1993 cuando era perseguido por una unidad elite de la policía, el Cartel de Medellín entra en una crisis organizativa y el ejército de sicarios conforman pandillas que se disputan territorios, generando una verdadera guerra civil urbana que se empeoraría con el ingreso de células urbanas de las guerrillas.
Alexis, el primer adolescente que encuentra Fernando, proviene del barrio Santo Domingo Savio, uno de los sectores más deprimidos y violentos de la Medellín de los 90 en lo alto de las laderas nororientales de la ciudad. Las pandillas del barrio se encuentran en guerra contra las del barrio La Francia, otro sector vecino, del cual proviene Wilmar.

## Temas centrales

### Violencia urbana

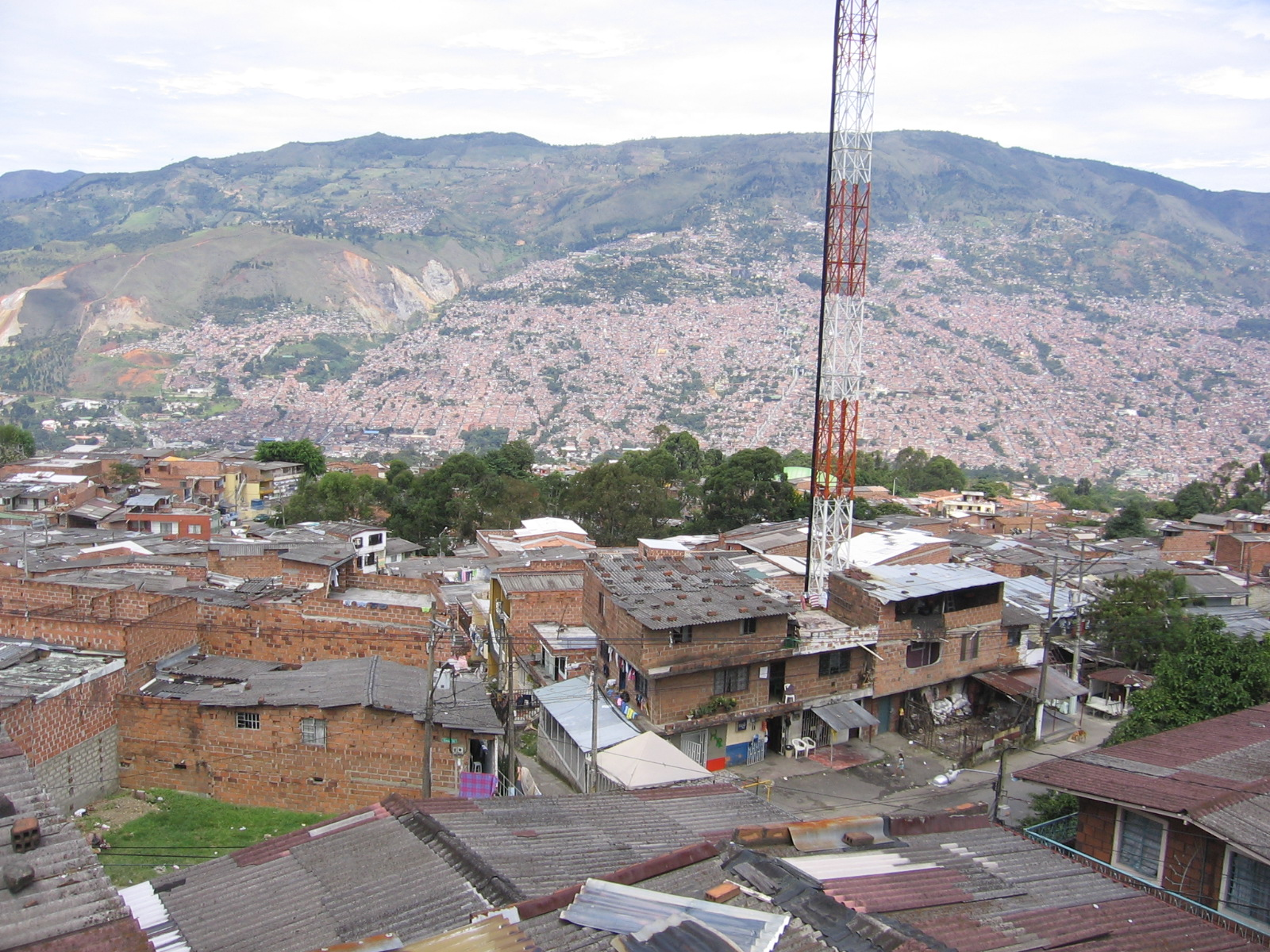
Aspecto de las comunas del norte de Medellín. Al fondo el barrio Santo Domingo Savio.

La violencia urbana es el tema central de la novela. Una violencia que es común a las urbes latinoamericanas y que tiene las mismas raíces sociales de marginación y conflictos políticos. En Colombia, la violencia que históricamente se generó en el campo ya desde principios del siglo XX, fue traspolada al plano de las grandes ciudades a partir de la década de los 60 con el nacimiento de las mafias de la droga. Bogotá, Medellín y Cali, especialmente, los principales centros urbanos del país, se convirtieron en los escenarios en donde los carteles de la droga impusieron su ley de violencia y corrupción.
Especialmente Medellín, el viejo centro industrial, se convirtió en uno de los cuarteles principales del poderoso cartel mafioso de Pablo Escobar, el cual convirtió la progresiva ciudad textil en una de las más violentas de América Latina. Pablo Escobar fue dado de baja en 1993 y entre 1992 y el 2002 la ciudad registró 42.393 muertes violentas.

### El sicariato en medellin

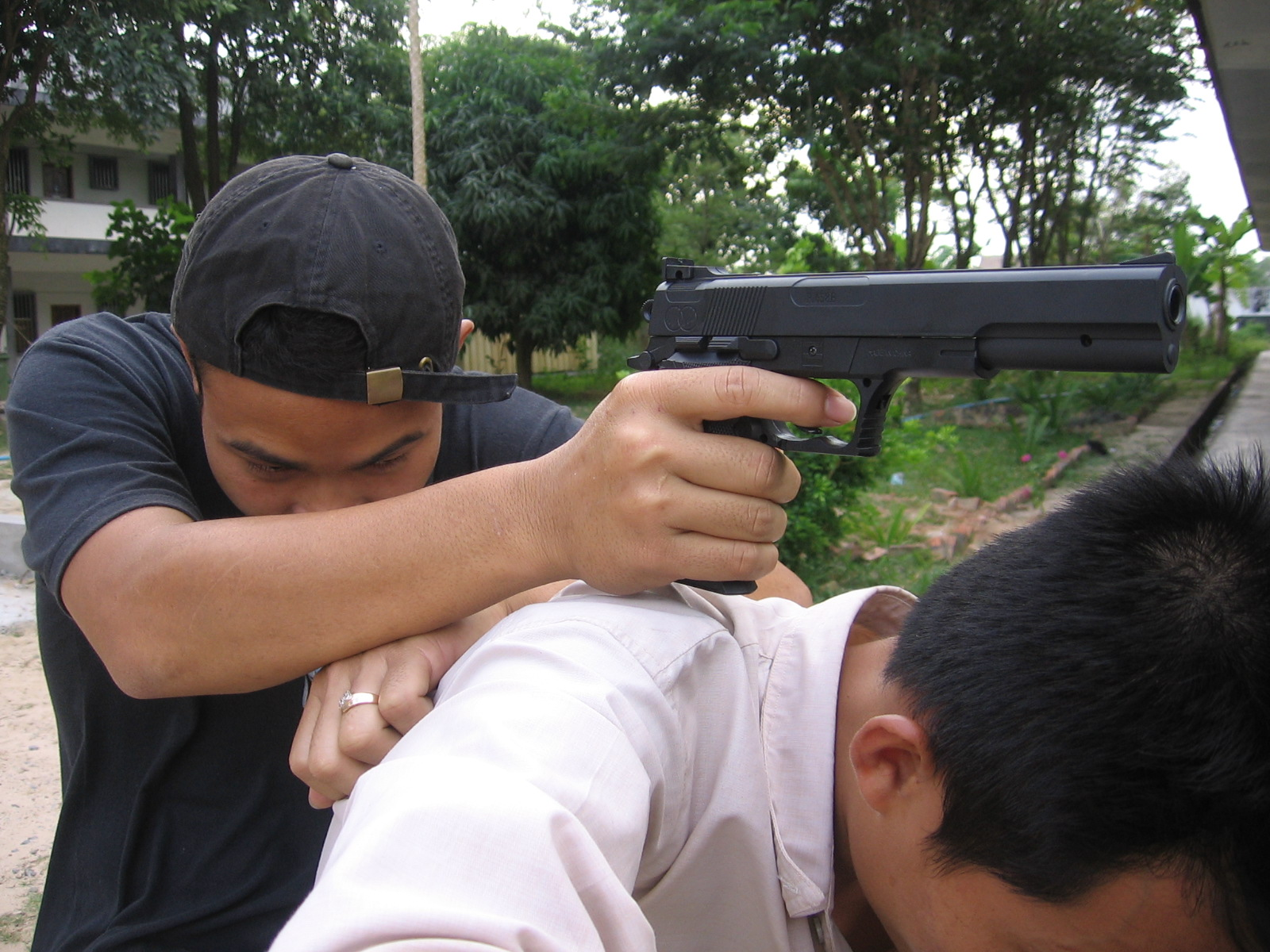
Representación de un sicario.

Las mafias colombianas y en especial las del Cartel de Medellín, pusieron de moda el término sicario como el asesino contratado para matar a un opositor político, ideológico o cualquiera que pusiera en peligro los negocios sucios. Lo que resulta aún más siniestro en la utilización de sicarios por las mafias colombianas es que estos fueran menores de edad provenientes de los barrios marginados de las grandes ciudades. La carencia de recursos y el ánimo de salir de la pobreza hizo que centenares de muchachos (y en numerosos casos muchachas) se convirtieran en máquinas de matar al servicio de las mafias.
Uno de los casos que ilustra cómo el asesinato a sueldo se convirtió en una forma de sustento económico para las clases menos favorecidas fue cuando Escobar pagó entre tres y cinco millones de pesos por asesinar a un agente de la policía. La cifra ronda entre los 5,280 y 8,800 dólares de la época.

### Medellín

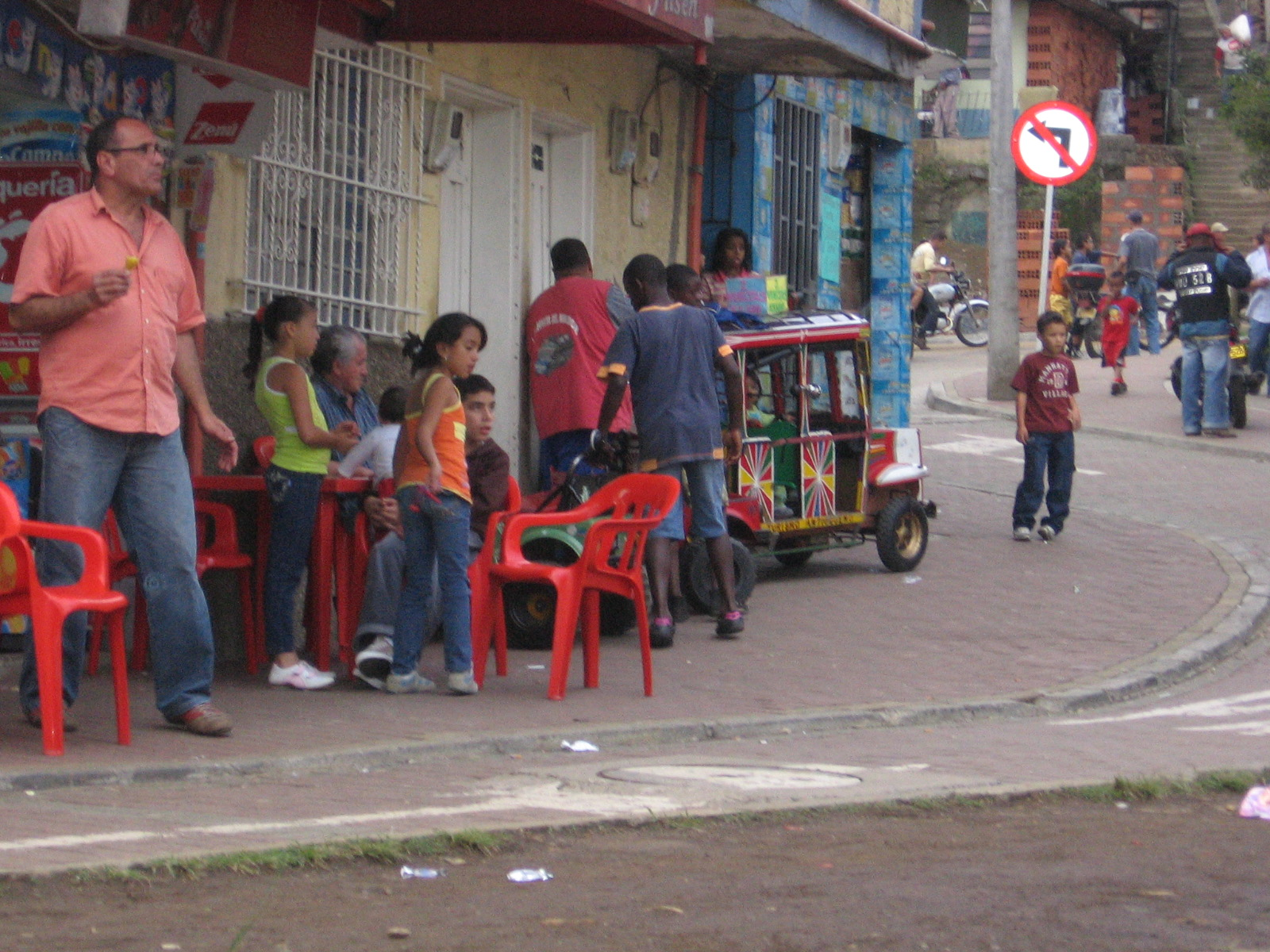
Una calle de un barrio popular de la ciudad.

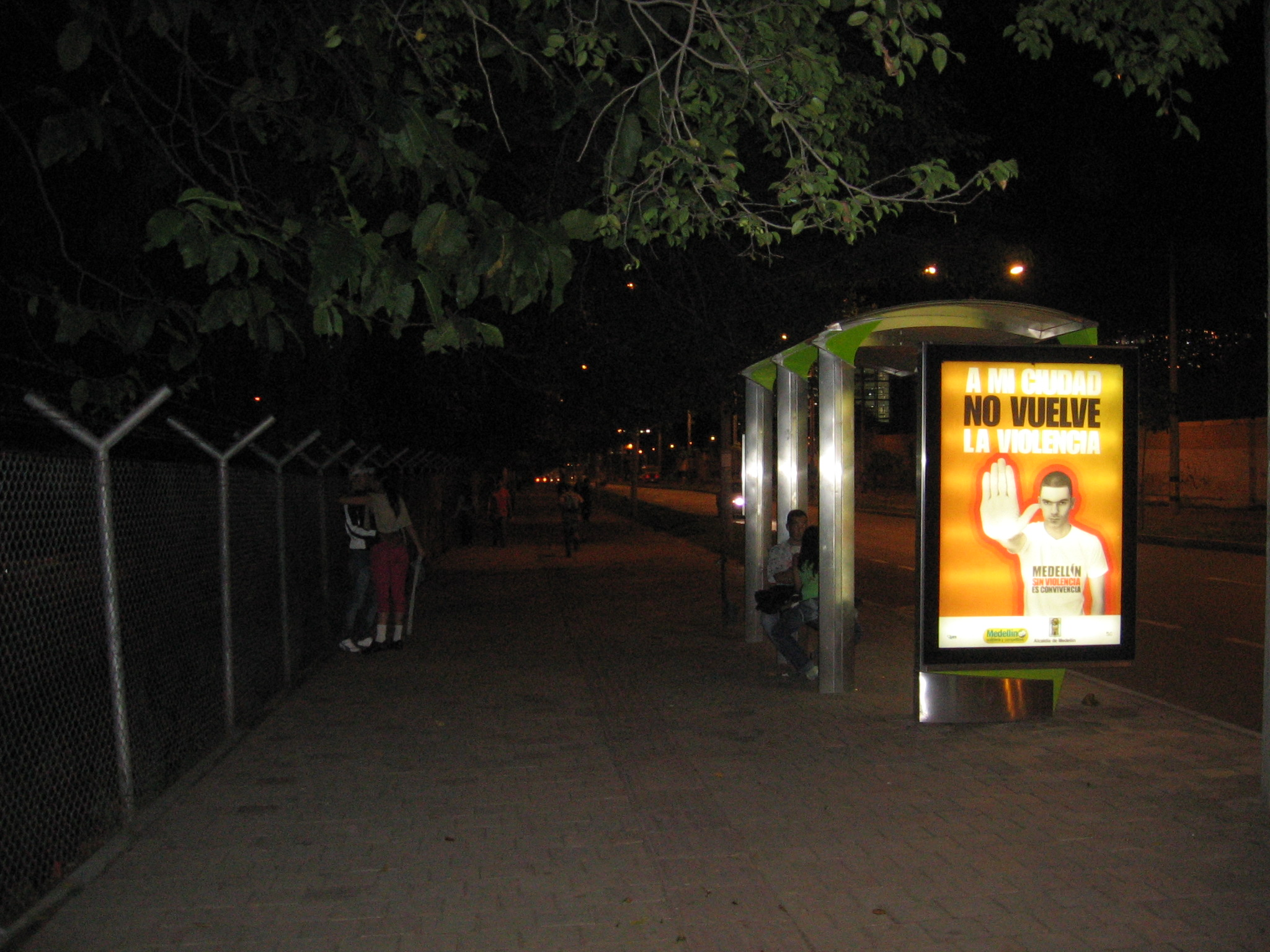
"A mi ciudad no vuelve la violencia", valla de 2008.

Medellín como cuna de numerosos escritores, es espacio recurrente de los mismos en obras de autores como Tomás Carrasquilla, Fernando González, Porfirio Barba Jacob, Manuel Mejía Vallejo, Gonzalo Arango y otros. Una ciudad estrictamente tradicional, regida por un catolicismo conservador y centro comercial e industrial del primer orden nacional, que entra en una crisis social profunda a fines del siglo XX por causa del surgimiento de las mafias. Las razones por las cuales un centro de emprendedores y que lideraba la economía colombiana en las décadas de los 50 y 60, llegó al punto de un desbordamiento de la violencia urbana, corresponde a un complejo estudio que involucra fenómenos sociales, políticos y culturales de la historia contemporánea de Colombia. El libro de Vallejo evidencia una nostalgia entre una ciudad que perdió ese liderazgo, para ser dominada por un caos social sin la presencia del estado. Sobre el tema de Medellín, dice Jorge Orlando Melo:

"No es muy compleja su trama, sino la acumulación lineal de incidentes reiterados, en los que se muestra a donde ha llegado la matazón en Metrallo, cómo son los sicarios, cómo son las comunas que el autor dice adivinar más bien que conocer, cómo son las estrechas relaciones de odio y violencia que hacen parte de la vida de todos y que trasmutan lo que tocan. (...) En esta ciudad destruída, donde lo bello queda en la remota y casi idílica infancia o en la fantasmagoría de las luces nocturnas, el bien y el mal se confunden, y la vida y la destrucción son lo mismo".

### Homosexualidad
Otro de los temas del libro es la homosexualidad, el cual es tratado de manera abierta y natural en un país en donde esta dimensión es considerada un tabú. Si bien el tema aparece como un fondo secundario para dar mayor relevancia a la violencia y al sicariato en Medellín, no pasan inadvertidas las relaciones homosexuales de los protagonistas, un hombre mayor con dos adolescentes que contrastan sus preferencias sexuales con el mundo duro, más bien masculino, de las bandas y el crimen. Al respecto dice el portal de la educación chilena:

"Quién más que Vallejo, un autor polémico, irreverente, barroquil, contradictorio, crítico, melancólico,  el que se atreve a entablar una relación con las letras para  dar libertad a un tema que la sociedad y el mundo lo tiene prisionero: “la relación homosexual entre un adulto y un joven”.

En la novela, la homosexualidad no es insinuada o sugerida con morbo, sino que es parte del entorno natural de la obra, hasta el punto que los personajes circundantes lo saben sin ninguna muestra de escándalo o sin ningún tipo de señalamiento moral.
Algunos críticos sin embargo, han visto en la novela una suerte de erotización del cuerpo otro del sicario como objeto de consumo y de "fantasías fascistas de profilaxis social y erradicación del desecho humano." El sicario deseado es una "máquina erótica y pre-letrada que en manos de su amante gramático dispensa la muerte y recodifica la ciudad."

### Religiosidad popular
Colombia como país culturalmente católico, tiene además una fuerte tendencia a la religiosidad popular debido a una fusión entre la religiosidad popular del Medioevo europeo, las creencias ancestrales africanas negadas a los esclavos negros y camufladas con el santoral católico y las religiones ancestrales indígenas igualmente camufladas. Por lo tanto, la religiosidad popular se presenta como la religión alternativa a la iglesia oficial en la cual el pueblo expresa a su manera su propio encuentro con lo divino. Si bien algunos autores católicos pretenden la valoración y la inserción de la religiosidad popular dentro de los esquemas oficiales, lo cierto es que la religiosidad popular tiene su propia dinámica. Dice por ejemplo la Consejo Episcopal Latinoamericano:

"Por religión del pueblo, religiosidad popular o piedad popular, entendemos el conjunto de hondas creencias selladas por Dios, de las actitudes básicas que de esas convicciones derivan y las expresiones que las manifiestan. Se trata de la forma o de la existencia cultural que la religión adopta en un pueblo determinado. La religión del pueblo latinoamericano".

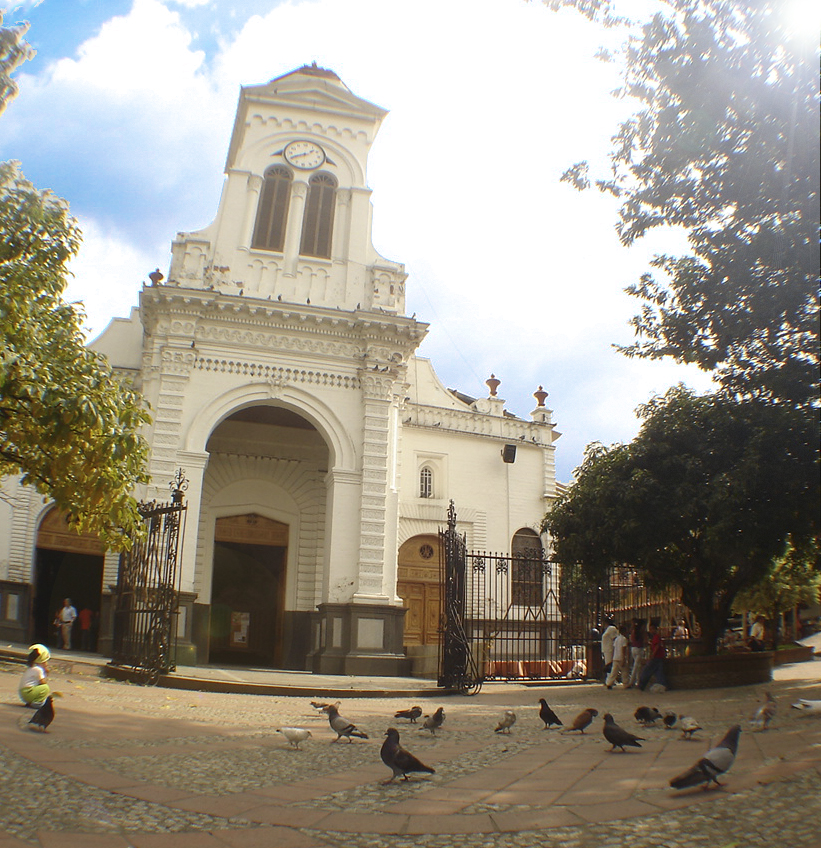
Iglesia de Santa Ana.

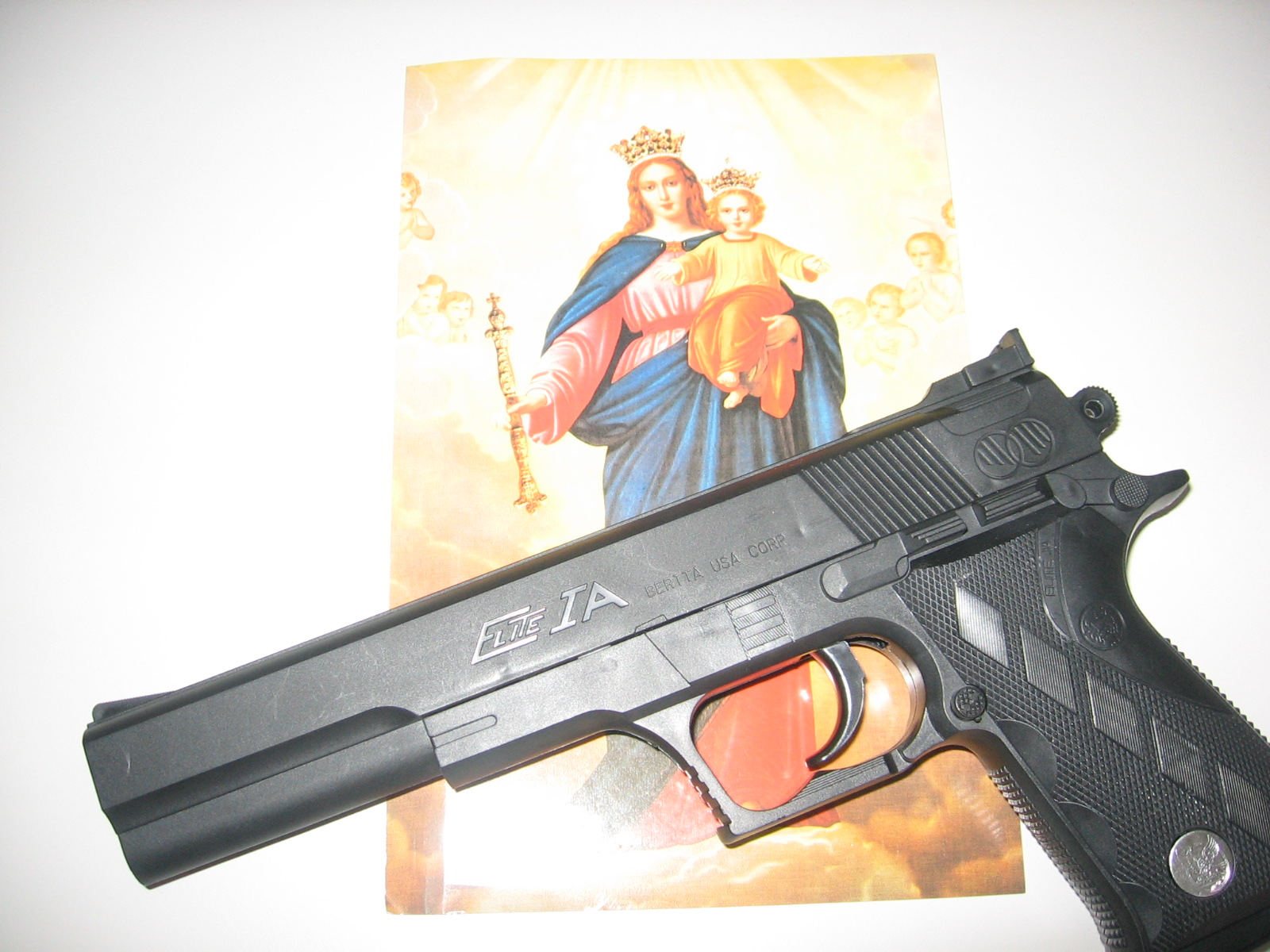
La devoción que los sicarios de Medellín tienen por la Virgen, inspiró el título de la novela de Vallejo.

La religiosidad popular asocia la espontaneidad, separa las normas y doctrinas específicas y es asumida especialmente por los grupos socialmente más deprimidos y sufridos. En Medellín, una de las regiones más católicas y conservadoras del país, la religiosidad popular adquiere un tono insólito al hacerse componente de la violencia urbana y del sicariato. Una de las devociones populares más importantes es la veneración a María Auxiliadora, la cual inspira el título de la obra. El santuario mariano de Sabaneta, una ciudad del Área Metropolitana de Medellín, se convirtió en centro de peregrinación de la mafia y sus sicarios durante su apogeo. Esta advocación mariana de origen grecolatino, surge esencialmente asociada a la reacción cristiana a los avances musulmanes del Imperio otomano, especialmente en 1572. De esta manera, se trata de una Virgen guerrera cuyo significado viene expresado en sus advocaciones: "Auxilio potentísimo" según Juan Crisóstomo, "Auxiliadora de los que rezan, exterminio de los malos espíritus y ayuda de los que somos débiles", según el poeta Melone, mientras San Germán, Arzobispo de Constantinopla le decía:

"Oh María Tú eres Poderosa Auxiliadora de los pobres, valiente Auxiliadora contra los enemigos de la fe. Auxiliadora de los ejércitos para que defiendan la patria. Auxiliadora de los gobernantes para que nos consigan el bienestar, Auxiliadora del pueblo humilde que necesita de tu ayuda".

Juan Bosco le oraba de esta manera:

"¡Oh María, Virgen Poderosa! ¡Grande e ilustre defensora de la Iglesia y auxilio poderoso de los cristianos! Terrible como un ejército ordenado para la batalla, ¡Tú sola has destruido todas las herejías del mundo entero! Oh Madre querida, en nuestras angustias, en nuestras luchas, en nuestras dificultades defiéndenos del enemigo! Y en la hora de la muerte recibe nuestra alma en el paraíso. Amén.".

El fervor se ajusta a las expectativas del joven sicario y pide a María Auxiliadora, la virgen de los sicarios, para que lo libre de todo mal y peligro. Como se trata de una religiosidad popular, alternativa a la religión oficial, no existe la presencia de ninguna autoridad eclesiástica. El sicario y el mafioso se hace sacerdote de su propio rito y prepara las balas rezadas, se pone escapularios de la Virgen en el cuello, en las manos para no fallar la bala y en los pies para que la Virgen le ayude a escapar sano y salvo. Estos elementos están presentes en la novela, especialmente cuando Fernando y Alexis visitan los santuarios religiosos de la ciudad. Para otros sociólogos, la devoción mariana de los sicarios obedece a un culto a la madre (la cucha en la jerga popular medellinense). Un tema analizado por el sociólogo Alonso Salazar en su obra No nacimos pa semilla en donde concluye que la ausencia de la figura paterna en los barrios populares, deja espacio a una sociedad matriarcal que se idealiza en una virgen como la Auxiliadora que, poderosa, sostiene con ternura a un niño. Cuando Fernando le propone a Wilmar que se vayan del país, este acepta con la condición de llevarle antes un regalo costoso a su madre y despedirse de ella.

## Técnica narrativa

### Tono
En La Virgen de los sicarios es narrada  en primera persona, algo que se repite en todas las obras de Fernando Vallejo. Para el escritor, la primera persona narrativa tiene mayores ventajas que la segunda y la tercera:

"No concibo otra forma de escribir que en primera persona. Es la única real y sincera, porque ¡cómo va a saber un pobre hijo de vecino lo que están pensando dos o tres o cuatro personajes! ¡No sabe uno lo que está pensando uno mismo con esta turbulencia del cerebro va a saber lo que piensa el prójimo!"

Para otros críticos, la decisión de Vallejo de hablar en primera persona, rompe "la más obstinada tradición literaria: la del narrador omnisciente que todo lo sabe y que todo lo ve, el novelista ubicuo que puede atravesar con su mirada las paredes y leer los pensamientos".
Para J.O. Melo, la obra está escrita en estilo admirable y a veces poético en donde se mezcla la jerga de los sicarios con localismos y antioqueñismos "dejándose llevar alternativamente del cinismo o la sensibilidad, oscilando entre lo conmovedor y lo agresivo".
Vallejo utiliza el lenguaje local de manera natural, no sólo porque él mismo es oriundo de Medellín, sino que los analistas concluyen que se hace de manera armónica y magistral. El lenguaje propio de la región paisa, noroccidente colombiano, con una utilización del castellano en donde predomina el voseo, no es nuevo en Vallejo. Por el contrario, otros autores de la región lo utilizaron como una manera de identidad cultural sin perder los rasgos universales de su literatura o su pensamiento como el filósofo Fernando González Ochoa y el novelista Tomás Carrasquilla Naranjo. De la manera de escribir con la utilización propia de la región en la cual el autor se hace parte natural y no toma distancia indiferente, Carrasquilla dice a González:

"¿Sabe lo que más me gusta de sus obras? Pues el antioqueñismo, un antioqueñismo pasado y repasado por muchos libros y por muchos cedazos".

Vallejo integra no sólo las costumbres y expresiones antioqueñas, sino la jerga propia de los sicarios cuya manifestación ha sido ya definida en los ambientes académicos como un parlache y lo hace de tal manera que no requiere de un glosario explicativo para el lector externo al mundo cultural de la región. Las palabras se hacen evidentemente significativas dentro de la historia, aun para el que las conoce por primera vez. El autor que se distancia de los personajes, expresa la jerga o el lenguaje popular de manera jerárquica, en donde se utiliza la comilla y en donde un narrador "culto" señala lo que considera un dialecto.

### Espacio
El espacio es básicamente la ciudad en todos sus rincones, no quedándose sólo en el barrio popular, como podría suponerse en una novela sobre el sicariato, en donde el asesino sale de su entorno para cometer sus crímenes y regresa de nuevo al barrio. Para los tres personajes, no existen fronteras dentro de la ciudad. Primero con Alexis y después con Wilmar, Fernando recorre las calles, desde el centro a los barrios de las laderas en donde cada lugar le trae un recuerdo que narra y que a la vez se convierte en escena de la violencia que portan o atraen sus jóvenes amantes.

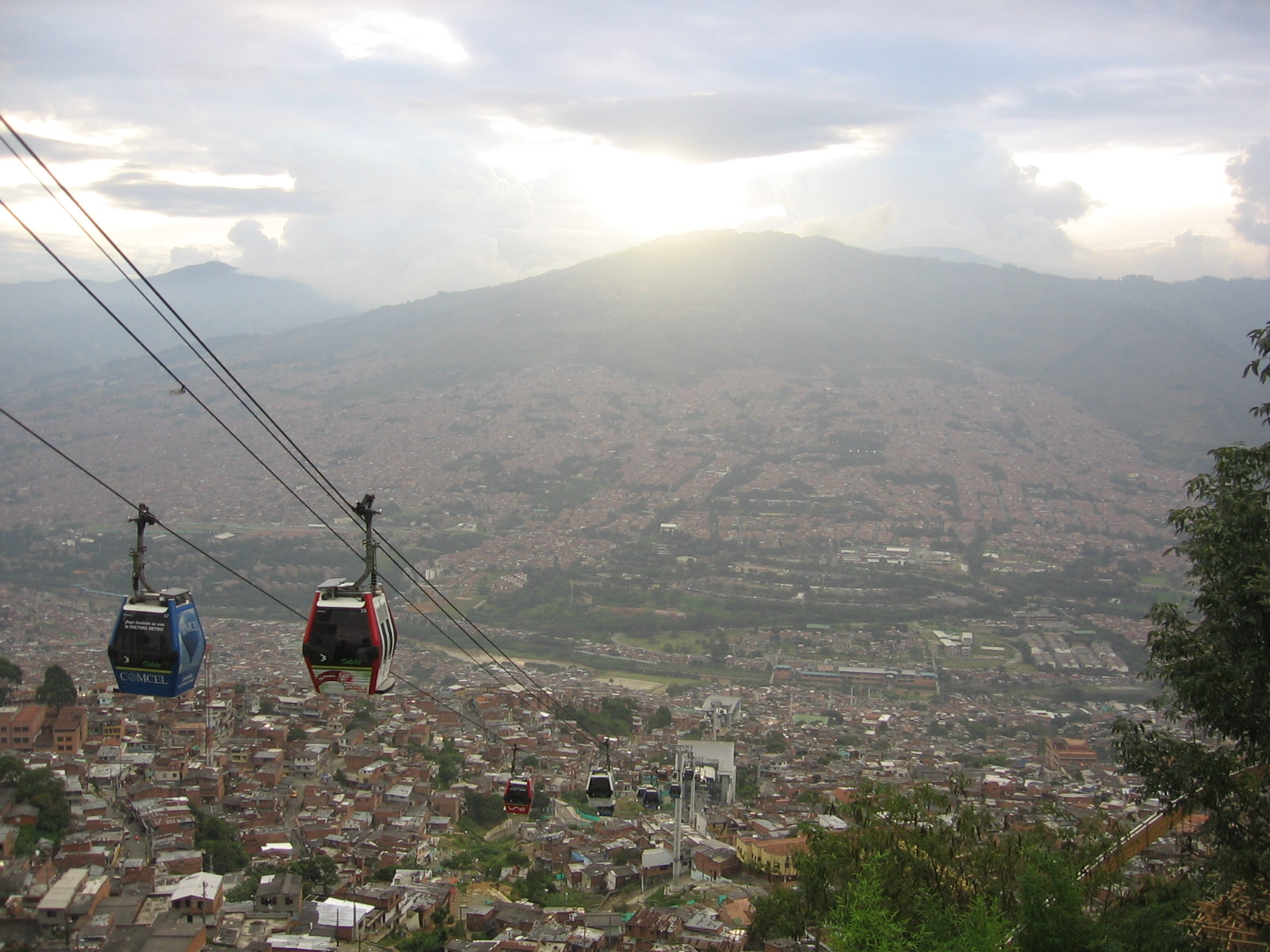
Las comunas del norte de Medellín, los barrios más pobres de la ciudad.

Ya desde finales del siglo XIX, cuando comenzaba su revolución industrial que haría de Medellín el segundo conglomerado urbano de Colombia a finales del siglo XX. Medellín era entonces el pueblo capital de provincia de catolicismo reverencial que describe Tomás Carrasquilla y que era llamado entonces "Villa de la Candelaria": "Treinta horas después se apropincua a Medellín. En las afueras de la ciudad, casa de unos conocidos suyos, deja a buen recaudo caballería y espolique". La Medellín que describe Manuel Mejía Vallejo en Aire de Tango:

"(...) hace un recorrido por el Medellín de los años cuarenta, ciudad que se encontraba viviendo un proceso de modernización y urbanización (...) Se presentó un aumento de la población, y las costumbres y tradiciones que habían caracterizado a una sociedad rural, daban paso a los avances tecnológicos y a una nueva cultura que miraba siempre a Europa, caracterizándose en ocasiones por el lujo y la ostentación".

La Medellín de los años 1960 vista por el padre del nadaísmo, Gonzalo Arango:

“No todo es ‘Hacer’, Medellín. También ‘No-Hacer’ es creador, pues no sólo de hacer vive el hombre. Dijo Lawrence: ‘Prefiero la falta de pan a la falta de vida’. Pero tu fanatismo laborioso no te da tiempo para asimilar otras filosofías de la vida. No has tenido tiempo de aprender el Poder sin la Gloria. A veces le coqueteas al Espíritu, pero pesas demasiado con tu materialismo para permitirte una grandeza que no es elevada, que no es del alma”.

A la Medellín vista por Vallejo que evidencia un cambio descomunal entre un pasado nostálgico y una realidad de frenetismo caótico y sin esperanzas.

## Personajes
Los personajes principales son Fernando, Alexis y Wilmar.
- Fernando: es un escritor que vuelve a su ciudad de natal de Medellín después de pasar 30 años en el extranjero. Es homosexual y mantiene relaciones con los jóvenes sicarios de la ciudad. Le presentan a Alexis en la casa de su amigo José Antonio y pronto empieza a descubrir los cambios de su ciudad natal. Tiene una actitud muy crítica hacia la sociedad colombiana, el Gobierno y la Iglesia.
- Alexis: Un muchacho de 17 años que vive en el Barrio Santo Domingo Sabio. Forma parte de una banda de sicarios de su barrio que está en guerra contra otra del Barrio La Francia, en la misma zona nororiental de Medellín. Comienza una relación con Fernando que no consiste solo en sexo, sino en acompañarlo a recorrer la ciudad y ambos comparten sus mundos. Alexis le explica el mundo del sicariato, mientras escucha con atención las reflexiones nostálgicas de Fernando.
- Wilmar Beltrán: Otro muchacho de "las comunas", esta vez del Barrio La Francia. También es sicario y pertenece a una de las bandas enfrentada contra la del Barrio Santo Domingo Sabio. Cuando Fernando lo encuentra, le atrae que tiene un enorme parecido con Alexis, no sólo en su físico, sino en sus maneras. Pronto le dicen que Wílmar es "La Laguna Azul" (porque antes llevaba el pelo pintado y se parecía mucho al protagonista de la película), el asesino de Alexis. Fernando tiene intención de matarlo, pero no es capaz de hacerlo porque Wilmar lo había hecho para vengar a su hermano.

- Otros personajes: la Plaga (Plaguita), el Difunto, la madre de Alexis, José Antonio, otros sicarios, víctimas (taxistas, mujeres embarazadas, niños, el punkero)